# Teradata
Teradata Corporation - технологическая компания, специализирующаяся на разработке программного обеспечения для баз данных и аналитики данных, а также на стратегическом ИТ-консалтинге. Компания была основана в 1979 году в Брентвуде, штат Калифорния, в результате сотрудничества между исследователями из Калифорнийского технологического института и Citibank Advanced Technology Group, штаб-квартира Teradata находится в Сан-Диего, штат Калифорния. Teradata разрабатывает корпоративное программное обеспечение для баз данных и аналитики данных и предлагает их по подписке. Продукты и услуги компании в этих сегментах рынка включают бизнес-аналитику, облачные платформы и консалтинг. Компания представлена в Северной и Латинской Америке, Европе, на Ближнем Востоке, в Африке и Азии.

## История

### Основание компании
Компания выросла из сотрудничества между Калифорнийским технологическим институтом и Citibank Advanced Technology Group и была основана в Брентвуде, штат Калифорния, в 1979 году.
В 1984 году Teradata представила свой компьютер DBC/1012, который специализировался на вычислениях баз данных. В 1990 году Teradata приобрела поставщика реляционных баз данных Sharebase (первоначально Britton Lee). В 1991 году сама Teradata была приобретена корпорацией NCR. В 1992 году Teradata построила первую систему объемом более 1 терабайта для компании Wal-Mart.
В 2000 году Value Analyzer, первое приложение корпоративного класса Teradata для детального измерения прибыльности клиентов, было представлено в Royal Bank of Canada. В том же году Teradata приобрела канадскую компанию Stirling Douglas Group. Это означало расширение применения аналитики для управления цепочками спроса. В 2002 году Teradata Warehouse 7.0 впервые в области хранилищ данных позволил расширить процесс принятия решений за пределы высшего руководства на все предприятие. В следующем году более 120 клиентов перешли на Teradata после запуска программы перехода с Oracle на Teradata. В то же время была создана Университетская сеть Teradata для повышения осведомленности о хранилищах данных в академическом сообществе. Изначально в сети было представлено почти 170 университетов из 27 стран. К 2007 году к этой сети присоединилось более 850 университетов из 70 стран.

### Первичное размещение акций и дальнейшее развитие
С момента выхода на биржу в 2007 году компания Teradata приобрела несколько компаний. В марте 2008 года Teradata приобрела, в частности, компанию по оказанию профессиональных услуг Claraview, которая ранее была поставщиком программного обеспечения Clarabridge. Среди других компаний был поставщик систем DBM, ориентированных на столбцы, Kickfire, затем компания по маркетинговому программному обеспечению Aprimo и в 2011 году Aster Data Systems. Существующее партнерство с SAP было расширено в 2009 году путем миграции SAP NetWeaver Business Warehouse на базу данных Teradata.
Помимо поставщика продуктов для управления информацией Revelytix, поставщика услуг Hadoop Think Big Analytics и других американских ИТ-компаний, в 2016 году Teradata приобрела британскую сервисную компанию Big Data Partnership. В 2017 году последовало приобретение StackIQ, производителя программного обеспечения Stacki.
Teradata Vantage, современная программная платформа, предлагается в облаке с 2016 года. Первоначально Teradata была доступна на Amazon Web Services. С 2017 года она доступна на Microsoft Azure; с 2019 года партнерство с Google Cloud дополняет предложение.

## Структура компании

### Организационная форма
Основанная в 1979 году, компания стала независимой публично торгуемой компанией 1 октября 2007 года. Акции акции корпорации Teradata торгуются на Нью-Йоркской фондовой бирже под символом TDC.

### Руководство
В состав исполнительной команды входят Стив Макмиллан (Генеральный директор), Стивен Бробст (Главный директор по технологиям), Хилари Эштон (Финансовый директор), Хилари Эштон (Директор по продукции), Тодд Чион (Директор по доходам), Николас Чапман (Директор по стратегии), Кэтлин Каллен-Кот, Мартин Этерингтон (директор по маркетингу), Дэн Харрингтон (Главный специалист по обслуживанию) и Молли Триз (Главный юрист).

### Офисы
По состоянию на 31 декабря 2019 года в компании Teradata работало более 8 500 сотрудников по всему миру. Помимо корпоративной штаб-квартиры в Сан-Диего, штат Калифорния, у Teradata есть и другие крупные филиалы в США в Атланте и Сан-Франциско, где расположены центры исследований и разработок в области обработки данных. В России штаб-квартира Teradata находится в Москве. По состоянию на февраль 2021 года компания имеет в общей сложности 54 представительства в Северной и Южной Америке, Европе, Азии и Африке. В рамках компании функционируют 15 научно-исследовательских и опытно-конструкторских центров.

## Услуги
Teradata предлагает своим клиентам три основных продукта и услуги: oблачные и аппаратные хранилища данных, бизнес-аналитикy и консалтинговые услуги. В сентябре 2016 года была запущена Teradata Everywhere. Предложение позволяет пользователям отправлять запросы в базы данных, размещенные в публичных и частных облаках. Услуга использует массивно-параллельную обработку данных в физических базах данных и облачных хранилищах, включая управляемые среды, такие как Amazon Web Services, Microsoft Azure, VMware, Teradata's Managed Cloud и IntelliFlex.
В марте 2017 года Teradata представила IntelliCloud, безопасное управляемое облако для программного обеспечения по анализу данных как услуги. IntelliCloud совместим с платформой баз данных Teradata, IntelliFlex.

### Teradata Vantage
В октябре 2018 года Teradata представила аналитическую платформу Vantage: реляционную базу данных MPP, способную анализировать петабайты структурированных и полуструктурированных данных. За ней в конце 2019 года последовали расширения Vantage Analyst и Vantage Customer Experience, разработанные специально для бизнес-аналитиков и специалистов по маркетингу. Например, Vantage объединяет озера данных, хранилища данных и аналитику данных, интегрирует разрозненные источники и форматы данных, а также компьютерные языки. Аналитическая платформа может быть развернута локально (на месте), в публичном облаке (через Google Cloud, AWS и Microsoft Azure), в гибридной мультиоблачной среде или на аппаратном обеспечении VMware.

### Партнерство
Компания имеет более 100 стратегических партнерств с независимыми технологическими компаниями, поставщиками программного обеспечения, глобальными и региональными системными интеграторами, дистрибьюторами программного обеспечения с открытым исходным кодом, консалтинговыми фирмами в области информационных технологий и университетами.
Среди технологических партнеров - NVIDIA и Cisco, а также Microsoft, AWS, Google Cloud и другие. Например, Teradata поддерживает партнерство с NVIDIA для исследований и разработок в области искусственного интеллекта и глубокого обучения, с Cisco в области IoT и умных городов, а также с Volkswagen Industrial Cloud и Open Manufacturing Platform, глобальным альянсом для промышленного IoT и Industrie 4.0. Teradata также установила партнерские отношения с тремя ведущими мировыми поставщиками публичных облаков, Amazon Web Services (AWS), Microsoft Azure и Google Cloud Platform, чтобы предоставить своим клиентам гибкие решения для анализа данных из облака.
Благодаря стратегическому партнерству с такими глобальными компаниями в области консалтинга и системной интеграции, как Accenture и Capgemini, при разработке бизнес-решений используются обширные отраслевые и технологические знания. В 2019 году было заключено партнерство с Deutsche Telekom для поддержки цифровой трансформации малых и средних предприятий в Германии. Цель - предоставить доступ к аналитике данных для получения информации, необходимой для роста и инноваций.